# 薩默塞特 (加利福尼亞州)
薩默塞特（英語：Somerset）是位於美國加利福尼亞州埃爾多拉多縣的一個非建制地區。該地的面積和人口皆未知。

## 地理
薩默塞特的座標為38°38′52″N 120°41′09″W / 38.64778°N 120.68583°W，而該地的平均海拔高度為638米（即2093英尺）。